# Armonica (fisica)
Nello studio dei fenomeni oscillatori, le frequenze armoniche sono le frequenze il cui valore è multiplo intero della frequenza base (frequenza fondamentale) di un'onda.
Per esempio, un'onda che non sia perfettamente sinusoidale e che ha la frequenza di 100 Hz sarà composta, di fatto, da una frequenza fondamentale, cioè una sinusoide da 100 Hz, e da numerosissime frequenze armoniche, da 200, 300, 400, 500 Hz, e così via, con ampiezze variabili. 
Un caso particolare di frequenze armoniche è quello dell'onda quadra. Infatti un'onda quadra avente duty cycle del 50% è composta da una fondamentale, sinusoidale, della stessa frequenza, e delle sole armoniche dispari, con ampiezza pari alla frazione del loro numero: quindi, la terza armonica con ampiezza di un terzo, la quinta armonica con ampiezza di un quinto, e così via.